# Prêmio Andrew S. Grove IEEE
O Prêmio Andrew S. Grove IEEE (em inglês:  IEEE Andrew S. Grove Award) é um prêmio concedido pelo Instituto de Engenheiros Eletricistas e Eletrônicos (IEEE) por contribuições de destaque em eletrônica do estado sólido e tecnologia. Pode ser concedido a uma só pessoa ou equipe de até três pessoas. Foi estabelecido pelo Conselho de Diretores do IEEE em 1999. É denominado em memória da trajetória de conquistas de Andrew Grove, incluindo sua ajuda na fundação da Intel.
Os recipientes do prêmio recebem uma medalha de bronze, um certificado e um honorário.

## Recipientes
Fonte
- 2000: Wolfgang Fichtner[2]
- 2001: Al F. Tasch
- 2002: Dimitri A. Antoniadis
- 2003: Mark T. Bohr
- 2004: Krishna Saraswat
- 2005: T. P. Ma
- 2006: Hwang Chang-Gyu
- 2007: James D. Plummer[3]
- 2008: Stefan K. Lai[4]
- 2009: Eric Fossum
- 2010: Bijan Davari
- 2011: Eugene Fitzgerald
- 2011: Judy Hoyt
- 2012: Jean-Pierre Colinge
- 2013: Shinichi Takagi
- 2014: Sanjay Banerjee
- 2015: Masayoshi Esashi
- 2016: Carlos H. Daz
- 2017: Sorin Cristoloveanu
- 2018: Gurtej Singh Sandhu
- 2019: Digh Hisamoto
- 2020: Evelyn Hu